# Kavita Krishnamurti

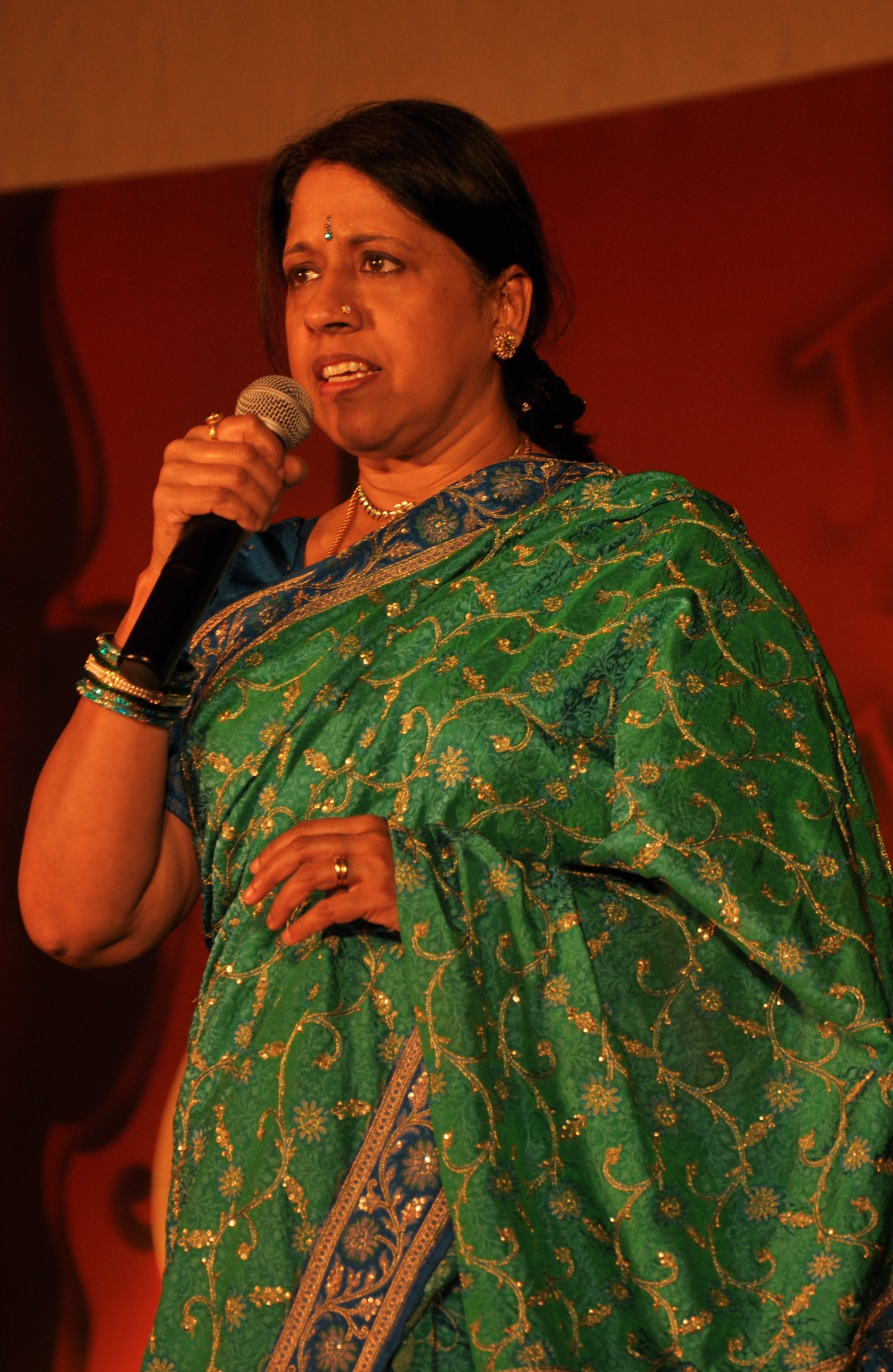
Kavita Krishnamurti (2012)

Kavita Krishnamurti Subramaniam (* 25. Januar 1958 in Delhi, Indien als Sharda Krishnamurthy), auch Kavita Subramaniam, ist eine indische Bollywood-Playback-Sängerin.

## Leben
Zum Gesang kam sie hauptsächlich durch ihre Mutter. In jungen Jahren schickte ihre Mutter, die indischen Tanz und Musik liebte, sie zum indischen Gesangsunterricht. Von da an liebte sie es, romantische Balladen oder berühmte Songs zu singen. Ihre bengalische Tante und ihr bengalischer Onkel, die für Kavita wie ihre zweiten Eltern waren, redeten ihr zu und bewirkten, dass Kavita letztendlich auch in bengalischem Stil Unterricht nahm.
1971 sang sie ein Duett mit Lata Mangeshkar. 1980 sang sie Kaahe Ko Byaahi, ihren ersten Song, der in einem Bollywood-Film (Maang Bharo Sajana) verwendet wurde. 1985 landete sie ihren ersten Hit mit Tumse Milkar Na Jaane Kyon. Ab den 1990er-Jahren etablierte sich Kavita zu einer der gefragtesten und beliebtesten Sängerinnen.
Kavita ist seit 1999 mit dem Geigen-Virtuosen L. Subramaniam verheiratet.

## Auszeichnungen
- Filmfare Award 1994 - Pyaar Hua Chupke Se - 1942: A Love Story
- Filmfare Award 1995 - Mera Piya Ghar - Yaraana
- Filmfare Award 1996 - Aaj Main Upar - Khamoshi
- Filmfare Award 2002 - Dola re dola re.. - Devdas
- IIFA Award 2003 - Dola re dola re.. - Devdas
- 2005 wurde sie mit dem Padma Shri der indischen Regierung ausgezeichnet.

## Hits
- Tumse Milkar Na Jaane Kyon, 1985
- Hawa Hawai (Mr. India), 1987
- Julie, Julie
- Ilu Ilu (Saudagar, 1991), Duett mit Manhar and Udit Narayan
- Saudagar Sauda Kar (Saudagar, 1991), Duett mit Manhar und Sukhwinder Singh
- Kuch Na Kaho (1942: A Love Story, 1994)
- Tu Cheez Badi Hai Mast Mast (Mohra, 1994), Duett mit Udit Narayan
- Mera Piya Ghar Aaya (Yaarana, 1995)
- Aaj Mein Upar (Khamoshi, 1996)
- Bole Chudiyan (Kabhi Khushi Kabhie Gham, 2001), mit Alka Yagnik, Udit Narayan, Sonu Nigam und Amit Kumar
- Maar Dala (Devdas, 2002)
- Dola Re Dola (Devdas, 2002)